# Reino Chenla
O Reino de Chenla (em chinês simplificado: 真 腊; em chinês tradicional: 真 腊; em Khmer: ចេនឡា ; em vietnamita: Chân Lap) é  uma designação usada para o Camboja após a queda do Reino de Funan. Esse nome foi usado no século XIII pelo enviado chinês Zhou Daguan, autor do livro "Os usos e costumes do Camboja" (em chinês: 风土 记). Alguns estudiosos modernos usam o nome exclusivamente para o Estado Khmer do final do século VI ao IX.